# アローン・アゲイン
「アローン・アゲイン」（Alone Again - Naturally）は、イギリスのアイルランド系シンガーソングライターであるギルバート・オサリバンの楽曲。邦題については原題に準じ、「アローン・アゲイン（ナチュラリー）」と表記される場合もある。

## 概要
1972年にリリースされると、アメリカ合衆国のBillboard Hot 100シングルチャートとイージー・リスニング・チャートで計6週1位を獲得した。また、ケイシー・ケイサムのチャート番組『American Top 40』が集計した1970年代のベスト50曲では5位（デビー・ブーンの「恋するデビー」が1位）となった。イギリスでは、全英シングルチャートで3位を獲得した。日本でもオリコン洋楽シングルチャートで1972年10月23日付から5週連続1位を獲得するなど、70年代のポップスを代表する世界的なヒット曲の一つといえる。
この曲は内省的なバラッドであり、結婚式をすっぽかされた男が教会に取り残された後で彼の自殺の企てを語ることから始まり、明るく快活だった昨日の自分を思い出し、さらに、世界中には傷ついているのに癒されることもない人々がたくさんいることに思いを馳せた後、彼の両親の死について語る。オサリバンは「僕は父（オサリバンが11歳の時に死去した）をよく知らないし、それに父は母を虐待したので、この曲は自叙伝ではない」と発言している。 
マネージャーのゴードン・ミルズが設立したMAMレーベルより、英デッカ配給でシングルとしてリリースされるが、アメリカでは「Himself featuring Alone Again (Naturally)」として、イギリスで先にリリースされていたアルバム「ヒムセルフ（発売当時の邦題:ギルバート・オサリヴァンの肖像）」Himselfの収録曲2曲をこの曲ともう一曲の英国盤アルバム未収録シングルに差し替え、ジャケットを変えてリリース。その後、1976年の『Greatest Hits』でイギリスにおいて初めてアルバム収録された。CD時代となってからは、初のベストCD『アローン・アゲイン』(1986年)のタイトル曲として収録されたのをはじめ『The Berry Vest of Gilbert O'Sullivan』（2004年）など、彼のほとんどのベストCDに収録されている。なお、ビッグ・ジム・サリヴァンがこの曲のオリジナルの録音版でギターを弾いている。
中島みゆきの曲「タクシードライバー」(1979年のアルバム「親愛なる者へ」収録)で、別れた男との想い出の曲として取り上げられている。

## 著作権事件
ラッパーのビズ・マーキーは1991年8月発売のアルバム「I Need a Haircut」に収録されたトラック「アローン・アゲイン」において、オサリバンの音源をサンプリングで使用した（最初のピアノフレーズ8小節と alone again naturallyという3語をサンプリングし、これを繰り返してドラムトラックとラップのバックグラウンドとして使った）が、その使用許可を得なかったとして同年に著作権を所有するグランド・アップライト・ミュージックがマーキーとワーナー・ブラザーズ・レコード等に対して訴訟を起こし、原告が勝訴した。印税支払いでの解決を望まぬ原告の要求どおりアルバムは回収され、のちに別レーベルから「アローン・アゲイン」を除いて再発された。これ以降、ヒップホップ界でそれまで横行していた無断でサンプリングする行為に歯止めがかかることとなった。

## 収録曲

### オリジナル
A面
1. アローン・アゲイン / ALONE AGAIN (NATURALLY)　-　3分37秒

B面
1. セイヴ・イット / Save It　-　2分39秒

### 日本再発盤
テレビアニメ及び1986年の実写映画『めぞん一刻』のテーマソング（オープニング）に使用された際、キティ・レコードより再発売された。その当時はレコードで発売されたが、8cmCDシングルとしても発売された。なお、使用されたのは第24話のみであり、これは石原真理子主演の実写映画版『Apartment Fantasy めぞん一刻』の公開に合わせての特別演出であり、本来は第24話も初代オープニングテーマである『悲しみよこんにちは』（歌手：斉藤由貴）である。後に第27話でも劇中歌として再使用されている。
A面
1. アローン・アゲイン / ALONE AGAIN (NATURALLY)　-　3分37秒

B面
1. ゲット・ダウン / Get Down　-　2分40秒

## 主なカバー
海外
- Van Kooten en De Bie（1972年）オランダ語詞。タイトルは「1948」。歌詞の内容は第二次世界大戦終戦から3年後の、地味であるが幸福な1948年の幼年時代の懐旧の情を扱ったものである。
- Raven Speaks（1972年）ウディ・ハーマン楽団のアルバム（インストゥルメンタル）。
- Dame Shirley Bassey（1976年）アルバム『Love, Life, and Feelings』に収録[11]。
- ブルー・ミッチェル（1993年）アルバム『Graffiti Blues』に収録。
- Tiki Dayan（2004年）ヘブライ語詞：Ehud Manor。タイトルは「VeShuv Levad」（ヘブライ語: "ושוב לבד", "Alone Again"の意味）。2007年にイスラエルのドラマシリーズ『Matay Nitnashek』主題歌として使用された。
- 58（2000年）『ダイエット・フォー・ア・ニュー・アメリカ』に収録。※モトリー・クルーのニッキー・シックスによるサイドプロジェクト
- ペット・ショップ・ボーイズ feat.エルトン・ジョン（2005年）プロモ盤のみで未発売。2017年にアルバム『リリース』の再発版の特典として収録された。

日本
- 九重佑三子（1971年）シングル。日本語詞：なかにし礼。タイトルは「また一人」。2000年代に入り、その独自のセンスによる訳詞がタモリ倶楽部や伊集院光の深夜ラジオで取り上げられたことから知られるようになった。
- 布施明（1972年）英語カバー。
- 麻丘めぐみ（1973年）アルバム『夢ひらくリサイタル』に収録。
- 金井克子（1973年）アルバム『他人の関係』に収録。
- 草刈正雄（1976年）日本語詞：山上路夫。アルバム『青春の光と影』に収録。
- 有頂天（1990年）日本語詞：ケラ。アルバム『カラフルメリィが降った街』に収録。
- 来生たかお ライブでカバー。[12]
- 杉山清貴（2009年）日本テレビ系『Oha!4 NEWS LIVE ウェザー』テーマソングとしてカバー。
- コブクロ（2010年）カバーアルバム『ALL COVERS BEST』収録。

## タイアップ
海外
- 『スチュアート・リトル2』挿入歌
- 『ヴァージン・スーサイズ』挿入歌
- 『ふたりにクギづけ』挿入歌
- 『ザ・シンプソンズ』シーズン17「はらぺこで語る海の冒険」挿入歌
- 『ライフ・オン・マーズ』セカンドシリーズ 主題歌
- 『アイス・エイジ3/ティラノのおとしもの』（2009年）挿入歌[13]

日本
- 『Apartment Fantasy めぞん一刻』テーマソング（1986年）
- フジテレビ系テレビアニメ『めぞん一刻』第24話オープニングテーマ[14]・第27話挿入歌（Bパート）（1986年）
- 日本信販 コマーシャルソング（1988年）[15]
- JT「キャスター・マイルド・ボックス」コマーシャルソング（1992年）
- TBS系列テレビドラマ「ホームドラマ!」オープニングテーマ（2004年）
- テレビ朝日『じゅん散歩』オープニングテーマ（2020年5月11日 - 5月15日放送分）